# Constitución de Honduras de 1965
La Constitución de Honduras de 1965 fue promulgada el 3 de junio de 1965, dejando sin vigencia la anterior constitución de 1957.
Es muy parecida a la constitución que le precede, con algunos cambios, como dividir a la Corte Suprema de Justicia en Salas y elevar su número de magistrados, aumentar el presupuesto de la Universidad Nacional Autónoma de Honduras o prohibir al presidente del Congreso Nacional ser elegido presidente de la República.
La constitución entró en vigor el 6 de junio de 1965. Fue firmada por los diputados constituyentes y por el presidente de la República, Oswaldo López Arellano, el secretario de Gobernación y Justicia, Francisco G. Velásquez, el secretario de Relaciones Exteriores, Carlos H. Reyes, el secretario de Defensa Nacional y Seguridad Pública, Salomón Ciliézar Uclés, el secretario de Educación, Rafael Bardales B., el secretario de Economía y Hacienda, Manuel Acosta Bonilla, el secretario de Comunicaciones y Obras Públicas, Ernesto Crespo, el secretario de Salud Pública y Asistencia Social, J. Antonio Peraza, el secretario de Trabajo y Previsión Social, Amado H. Núñez y el secretario de Recursos Naturales, Julio C. Pineda.

## Asamblea Nacional Constituyente

### Antecedentes
El 3 de octubre de 1963 el jefe de las Fuerzas Armadas, Oswaldo López Arellano, dio un golpe de Estado contra el presidente Ramón Villeda Morales, del Partido Liberal. Arellano, en cercanía con el opositor Partido Nacional, convocó a elecciones para elegir una Asamblea Nacional Constituyente. Las elecciones se marcaron por el fraude y la violencia contra simpatizantes del Partido Liberal. En ellas el Partido Nacional obtuvo 35 de las 64 curules.
La Asamblea se reunió por primera vez en marzo de 1965. Tal como lo había anunciado el Partido Nacional, la mayoría nacionalista dentro de la Asamblea escogió como presidente de la República a Oswaldo López Arellano. También escogió a los magistrados de la Corte Suprema de Justicia, al procurador y subprocurador generales, al jefe de las Fuerzas Armadas, y al contralor y subcontralor generales. Todos, menos el contralor y subcontralor generales, para un periodo de seis años que iniciaría el próximo 6 de junio. Asimismo, los diputados de la Asamblea pasaron a conformar el Congreso Nacional (art. 344-346).

### Integrantes
Directiva
| 1. Mario Enrique Rivera López | Presidente     | Diputado por Francisco Morazán |
| 2. Virgilio Urmeneta Ramírez  | Vicepresidente | Diputado por Yoro              |
| 3. Manuel Luna Mejía          | Secretario     | Diputado por Copán             |
| 4. Hostilio Lobo Cálix        | Secretario     | Diputado por Olancho           |
| 5. Samuel García Y García     | Prosecretario  | Diputado Cortés                |
| 6. Luis Mendoza Fugón         | Prosecretario  | Diputado por Valle             |

Demás miembros
| Por el departamento de Atlántida: 7. Tulio Fernando Martínez Silva 8. Azis Salomón Richmawy 9. Celestino Canales Acosta |
| Por el departamento de Colón: 10. Ramón Lobo Sosa |
| Por el departamento de Comayagua: 11. Manuel Pereira Cálix 12. José Ángel Ulloa D. 13. Amado Petit Hernández |
| Por el departamento de Copán: 14. Rodolfo E. Interiano 15. Arturo Rendón Pineda 16. Ángel Augusto Morales V. |
| Por el departamento de Cortés: 17. Teodoro Rodríguez B. 18. Pablo L. Nuila P. 19. Roberto Villela C. 20. Julio Galdamez Zepeda 21. Pedro Barahona Castillo 22. Odilón Ayestas L |
| Por el departamento de Choluteca: 23. Jesús María Herrera Regalado 24. Óscar Jacobo Cárcamo Tercero 25. Carlos Humberto Rodríguez 26. Williams Adalberto Abadie Sánchez 27. Antonio Ortez Sandoval                                                                                      |
| Por el departamento de El Paraíso: 26. J. Antonio Pérez Izaguirre 27. Augusto Rodas Valle 28. Santiago Valladares Velásquez 29. José Mateo Sierra Fonseca |
| Por el departamento de Francisco Morazán: 30. René Sagastume Castillo 31. Antonia Velásquez de Flores 32. Dora Argentina Henríquez Girón 33. J. Antonio Gómez Milla 34. Roberto Martínez Ordóñez 35. Horacio Fortín Pinel 36. Héctor Orlando Gómez Cisneros 37. Antonio Molina Cisneros |

| Por el departamento de Gracias a Dios: 38. Duval Haylock Kilton |
| Por el departamento de Intibucá: 39. Raúl Girón Ayala 40. Gualberto Girón Palacios                                                                                     |
| Por el departamento de Islas de la Bahía: 41. Spurgeon Miller Phillips                                                                                                 |
| Por el departamento de La Paz: 42. José Humberto Hernández Juárez 43. Roberto Suazo Córdova                                                                            |
| Por el departamento de Lempira: 44. Jacobo Hernández Gómez 45. Marco Tulio Rodríguez P. 46. José Iglesias Guzmán 47. Gustavo Molina Serrano                            |
| Por el departamento de Ocotepeque: 48. Miguel A. Chinchilla Solís 49. Rafael Aguilar A.                                                                                |
| Por el departamento de Olancho: 50. Luis Alonso Mazzoni Obando 51. Alfonso Meza Galeano 52. Carlos Miguel Muñoz y Muñoz                                                |
| Por el departamento de Santa Bárbara: 53. Joaquín Medina Alvarado 54. Armando Rodríguez Valle 55. Gustavo Madrid Flores 56. Efraín Bú Girón 57. Francisco Castellón C. |
| Por el departamento de Valle: 58. Max Guerra Flores 59. Enrique Rodríguez Zúniga                                                                                       |
| Por el departamento de Yoro: 60. José Alfredo Montoya Rodríguez 61. Andrés Alvarado Puerto 62. José Arnoldo Villatoro y Villatoro                                      |

## Estructura
Tiene 347 artículos, organizados de la siguiente manera:
Constitución de 1957. Decreto 20.
Preámbulo
| Nosotros, Representantes del Pueblo Soberano de Honduras, reunidos en Asamblea Nacional Constituyente interpretando con fidelidad las justas aspiraciones nacionales e invocando la protección de Dios, decretamos y sancionamos la siguiente: Constitución de la República. |

Título I.   (art. 1-13)
Título II   (art. 14-50)
Capítulo I. De los hondureños
Capítulo II. De los extranjeros
Capítulo III. De los ciudadanos
Capítulo IV. Partidos políticos
Capítulo V. El Sufragio y la Función electoral
Título III. Declaraciones, derechos y garantías   (art. 51-108)
Capítulo I. Declaraciones
Capítulo II. Inviolabilidad de la vida humana
Capítulo III. Seguridad individual
Capítulo IV. Libertad
Capítulo V. Igualdad
Capítulo VI. Propiedad
Capítulo VII. Suspensión de garantías
Título IV. Garantías sociales   (art. 109-164)
Capítulo I. La familia
Capítulo II. Del trabajo y previsión social
Capítulo III. Cultura
Título V. Poderes del Estado   (art. 165-233)
Capítulo I. Poder Legislativo. De su organización
Capítulo II. De las atribuciones del Congreso
Capítulo III. Pagaduría especial del Poder Legislativo
Capítulo IV. De la Comisión permanente
Capítulo V. Poder Ejecutivo. Organización
Capítulo VI. Atribuciones del Poder Ejecutivo
Capítulo VII. Secretarías de Estado
Capítulo VIII. Poder Judicial. Organización
Capítulo IX. Atribuciones de la Corte Suprema de Justicia
Capítulo X. Pagaduría de los fondos de justicia
Título VI. Inconstitucionalidad y revisión   (art. 234-238)
Capítulo único. De la suspensión de garantías
Título VII. De la formación, sanción y promulgación de la ley   (art. 239-248)
Capítulo único.
Título VIII.   (art. 242-310)
Capítulo I. Economía nacional
Capítulo II
Sección I. Régimen Financiero
Sección II. Hacienda Pública
Sección III. Presupuesto
Capítulo III. Fiscalización
Capítulo IV. Procuraduría general de la República
Capítulo V. Instituciones autónomas
Título IX. Servicio civil   (art. 311-314)
Capítulo Único
Título X. Responsabilidad   (art. 315-318)
Capítulo Único
Título XI. De las fuerzas armadas   (art. 319-335)
Capítulo único
Título XII. Del régimen departamental y municipal   (art. 336-341)
Capítulo I. Del régimen departamental
Capítulo II. Del régimen municipal
Título XIII. De la reforma   (art. 342)
Capítulo único
Título XIV. Disposiciones transitorias   (art. 343-347)

## Contenido
La constitución replica en gran medida el texto de la anterior constitución de 1957. Entre uno de los nuevos aportes están declarar al gobierno de Honduras como fundamentado en el «principio de la integración nacional», que implicaba «la participación de todos los sectores políticos, económicos y sociales en la administración pública» a fin de asegurar el desarrollo y la estabilidad en el país (art. 4). Dicha declaración toma lugar en el mismo artículo que define la forma de gobierno, el cual, a diferencia de la constitución anterior, sí es un artículo inmodificable (art. 342).
En la constitución de 1965 se hizo por primera vez una descripción gráfica de la Bandera Nacional y del Escudo Nacional (art. 11). También se profundizó en la prohibición de los ministros religiosos a participar en política, ya no solo impidiendo que ejercieran cargos de elección popular, sino también que realizaran propaganda política (art. 87). Se castiga por primera vez de manera explícita la discriminación por motivos de sexo, raza o clase (art. 95). Se aumenta el presupuesto de la Universidad Nacional Autónoma de Honduras, del 2 % al 3 % del presupuesto nacional.

### Poderes del Estado
Legislativo
Se modifican los procedimientos para escoger al Directorio del Congreso Nacional, ahora escogiéndose dos días antes un Directorio Provisional (art. 167-168). La presidencia del Congreso Nacional se ejerce por seis años, mientras que los puestos del resto de la Directiva por dos.
Ejecutivo
Se dan más restricciones para ser escogido presidente de la República, no pudiendo ser escogido el presidente del Congreso Nacional ni los miembros del Consejo Nacional de Elecciones (art. 196). Por primera vez se establece que, en caso de que el presidente del Congreso Nacional no pudiera tomar la promesa de ley al presidente de la República, lo haría el presidente de la Corte Suprema, y ante la falta de este último lo podría hacer cualquier juez de Letras o de Paz de la República (art. 200). Se ordena la existencia de al menos diez secretarías (art. 202).
Judicial
Se aumenta de cinco a nueve el número de magistrados, y de tres a siete el de magistrados suplentes en la Corte Suprema de Justicia. Asimismo, la misma se divide en tres salas: Sala de lo Civil, Sala de lo Criminal; y, Sala de lo Laboral y de lo Contencioso Administrativo (art. 210). La presidencia de la Corte Suprema pasó de ser rotativa a estática por los seis años de mandato de sus magistrados (art. 224).